# アルコールの有害な使用を低減するための世界戦略
アルコールの有害な使用を低減するための世界戦略（アルコールのゆうがいなしようをていげんするためのせかいせんりゃく、英：Strategies to reduce the harmful use of alcohol）は、酒の有害な使用を減少させるための世界的な取り組みである。2010年5月20日の世界保健機関(WHO)の総会にて採択された。条約ではなく指針である。
毎年、世界ではアルコールに起因して250万人の死亡につながっており、死因の4%を占める。アルコールの有害な使用は、飲酒者だけでなく、交通事故、暴力、自殺、外傷といった形で非飲酒者含む周囲にも害をもたらす。
戦略には以下の5つの目的が定められる。
- 政府の取り組みのためのやる気を向上させ世界的に意識を向上させること。
- 害に関してまた害を低減するための知識を普及すること。
- 有害な使用の防止やアルコール使用障害の治療を強化すること。
- 人員や予算など資源の導入を強化すること。
- 監視体制を改良し活動を評価するための情報を普及させること[2]。

また、課税や最低価格の導入、飲み放題の制限、店舗数の制限、販売時間の制限、イベントでのプロモーションの制限といった内容が盛り込まれている。世界アルコール製造業者団体は、発展途上国での自主規制の整備を検討した。
日本では「アルコール健康障害対策基本法」が制定され、2014年（平成26年）6月1日に施行された。一方で国税庁では若者を対象とした需要喚起策のアイディアを募るコンテストを開催している。